# Dunavecsei kikötő
A dunavecsei kikötő több száz éve használt vízi kereskedelmi csomópont. A kikötő a dunaújvárosi kikötőtől körülbelül 6,5 kilométerre van, Dunavecse település déli oldalánál található, a Pentele-híd közvetlen közelében.
Közvetlenül elérhető az M6-os, M8-as autópályákról, az 51-es főútról.
A Dunavecse Kikötő Kft. 1996 óta üzemelteti. A dunavecsei kikötő rendelkezik híd mérleggel, számítógépes mérlegelési rendszerrel, hidraulikus átrakógéppel, garatokkal, szállítószalaggal a pakoláshoz.
A teljes területe a dunavecsei kikötőnek 42 300 négyzetméter. Egyszerre 50 jármű tud parkolni a kikötőnél. A rakpart hossza 380 méter, 150 méteren át lejt. 20 000 négyzetméteren van raktározási lehetőség.
Főbb feladata uszályok ki- és berakása.
Foglalkoznak ömlesztett tömegáru, darabáru és rakodólapos áru mozgatásával.
A dunavecsei kikötőnek új hajóállomását adták át, mely 500 tonnás szerkezetet jelent és készítője az a KÉSZ Csoport, mely a budapesti Kossuth téren és a Daimler kecskeméti gyárán is dolgozott. A Kész Csoport közösen dolgozott projekteken a MAHARD Kft.-vel, ami a vízről történő feladatokhoz nyújtott eszközöket.
Szucsányi László és Vörös Sándor a dunavecsei kikötő kettes hajóállomásának szalagavatóján mondtak beszédet.
A Pentele-híd készítésekor egy cölöpsort építettek, erre került rá a kettes hajóállomás. A teherbírása 150 tonna az 500 tonnás szerkezetnek, aminek szállító- és futószalagja van. Négy hektár áll rendelkezésre a szállított áru tárolására. 500 négyzetméteres új területet hoztak létre pakolásra, a víz magasságától zavartalanul lehet a kikötőt használni.
Rédli László a dahar által a dunaújvárosi kikötő bővítésének egyik irányítója.
A dunaújvárosi kikötőhöz pozicionálva Dunaújvárosban egy logisztikai és szolgáltatási központ épül munkahelyteremtő céllal. A Mohácsi kikötő, a horvát Vukovári kikötő két közelebbi kereskedelmi állomás egy bolgár Lomi kikötőhöz képest. Vízi kereskedelme egyik meghatározó eleme az iparnak ezekben a városokban. Hörcher Dániel tanácsadó, aki az EU Duna Régió Stratégiájának kormánybiztosának dolgozik, a belvízi kereskedelem fejlesztéseiről beszélt a Dahar és a Duna stratégia kapcsán.

## Dunavecsének a dunai hajózásban betöltött szerepe
2012. február 20-án megalakult a Magyar Dunai Kikötők Szövetsége Szalma Béla elnökségi taggal, ami lendületet adhat a dunai kikötők, köztük a dunavecseinek, fejlődési ütemének, céljuk a 25 alapító kikötőnek a független képviselete, konferenciákon mutatják be az elért eredményeket és a kikötőről gyűjtött anyagokat.
Szalma Béla elnök testvére a Mahosz elnöke. Családjuk a 19. századtól foglalkozott a hajózással. Az oka, hogy Szalma Béla több országgal arrébb a Constantai kikötőben is konferencia beszédet mondott, hogy sikerült a kikötőket egy szövetségbe összefogni, hosszú idő után és ezután partnerkapcsolat építéssel tud foglalkozni.
A hazai kikötők nincsenek megfelelőképpen összehangolva, ilyen példa amikor Adonyban a rakodótér nincsen kihasználva, miközben más kikötőknek ezt a terét bővítenék. A Dunavecsei kikötő fejlesztése a Dunaújvárosi kikötővel történő kiegészítésével, fejlesztésével hatékonyabb. Szalma Béla szerint árualap biztosításával 12 tonnás teljesítményt is elérhetnek a hazai kis kikötők, hat tonna helyett.
Dunavecsei kikötő a 25 kikötők egyike lett a Magyar Dunai Kikötők Szövetségében 2012-ben.
A Magyar Dunai Kikötők Szövetsége a Magyarországi Logisztikai Szolgáltató Központok Szövetségével jó kapcsolatokat ápolnak egymással. Sőt, 2013. június 6-án céljukként tűzték ki, hogy szolgáltatásokat fejlesztenek közösen a gazdaságosság jegyében. Fókuszálva pénzügyi veszteséget okozó, dunai közlekedést gátló magas vízállásra. A túl magas vízszintnél az is forgalmi veszteséget jelent, hogy a hajók nem férnek el a hidaktól.
A túl alacsony vízállás sem jó, mert nem eléggé hatékony a szállítás. Fülöp Zsolt, MLSZKSZ elnök, olyan rendszerről beszélt, ami megfelelően bejáratott, kiszámítható fenntartható közlekedést hoz létre a közutak és a dunai folyam kereskedelme között.
Fajlagosan 60 százalékos megtérülést jelent a megrendelőnek, amikor a dunai vízi kereskedelmet választják a szállítmányozók a közúthoz képest. 35%-kal gazdaságosabb a vasúti közlekedésnél, 70 kilométeres elő-, utófuvarozással.

### APentele hídkikötője
A dunai hidak építésének helyvizsgálata több mint 30 éve foglalkoztatja a tervezőket. Három komolyan vehető helyet határoztak meg a tervezők, összesen tíz lehetőség adódott a finomított változatokat számítva. Rácalmás-Dunaújváros-Szalkszentmárton nyomvonalat találták a szerencsésnek, azt jelölték a terv vázlatokon "A3 változat"nak, ebben az esetben Szalkszentmártontól északra levő területen haladt a terv szerint az út. Az "A változat" ugyancsak Rácalmás — Dunaújváros között ment volna, csak Szalkszentmártonhoz képest déli irányból lett volna közeli szakasza. Üdülő területre, természetvédelmi területre hivatkozva ellenben a dunaföldvári Beszédes József hídhez nagyon közeli Dunaújvárostól meglehetősen délebbre eső területen Kisapostag-Dunavecse-Apostag valósult meg a beruházás. Így Dunaföldvár, Kisapostagnál két híd van, Rácalmás, Kulcs magasságában pedig egy sem.
Szempont volt a Duna-híd építésének helyszíni kijelölésére a dunavecsei kikötő megléte, amin keresztül Solt Ipari Parkja, Kecskemét Ipari Parkja is anyagokat szállít, kereskedelmet folytat.